# 8-cm-Feldkanone M.17
Die 8-cm-Feldkanone M.17 war eine Feldkanone Österreich-Ungarns, welche im Ersten Weltkrieg vielseitig zum Einsatz kam.

## Entwicklung
Im Jahr 1915 erhielt Škoda die Spezifikationen für die Entwicklung einer neuen Feldkanone. Zur gleichen Zeit arbeiteten die Ingenieure bereits an eigenen Entwürfen. Das Ziel war es, die alternde 8-cm-Feldkanone M. 05 durch eine neuere und modernere Feldkanone zu ersetzen. Die Reichweite sollte zwischen sechs und sieben Kilometer liegen. Geplant waren ursprünglich 8 cm und 8,35 cm Geschützrohre. Man entschied sich allerdings für ein Kaliber von 7,65 cm, um die Munition standardisieren und sparen zu können.
Nach einigen Prototypen und Tests im Jahr 1916 an der Front wurde die neue Feldkanone mit der Bezeichnung 8-cm-Feldkanone M.17 eingeführt.

## Produktion
1916 erging eine Bestellung von 800 Stück an Škoda. Davon wurden 462 Stück noch im Krieg hergestellt und ausgeliefert. Die Produktion wurde trotz Kapitulation bis 1921 fortgeführt. In den Jahren 1924–1925 sowie 1937–1938 wurden weitere Feldkanonen mit Verbesserungen und Modifikationen hergestellt.

## Technische Beschreibung

### Feldkanone
Das Geschützrohr bestand aus Stahl. Der Rückstoß wurde mithilfe einer Flüssigkeitsbremse abgefangen. Um die Bedienmannschaft vor Beschuss durch Handwaffen oder Schrapnellen zu schützen, verfügte die Feldkanone an der Front über einen dünnen gepanzerten Schild.
Die Lafette war auf einer doppelt gekrümmten und gebogenen Achse montiert. Dadurch lag sie tiefer am Boden, was der Feldkanone mehr Stabilität gab. Die gekrümmte Achse ermöglichte die Drehung ohne eine Bewegung der Räder. Hierbei musste aber darauf geachtet werden, dass das Geschützrohr beim Rücklauf nicht an die Lafette schlug. Der Bodenspaten zum Verkeilen der Feldkanone im Boden war schwenkbar gelagert. Dadurch konnte die Waffe gedreht werden, ohne dass man die Befestigung lösen musste.

### Flugabwehrkanone
Im Laufe des Krieges wurden die Flugzeuge immer besser und erreichten größere Flughöhen und schnelle Geschwindigkeiten. Die damals verwendeten Luftabwehrkanonen konnten mit diesen Flugzeugen nicht mehr standhalten, weshalb neue Lösungen her mussten. Das deutsche Kaiserreich entgegnete diesem Problem mit Großkalibrigen Flugabwehrkanonen, wie die 8,8-cm-Flak L/45. Österreich-Ungarn konnte und wollte nicht zu größeren Kalibern wechseln, da man die Produktion von neuer Munition mit einem größeren Kaliber als 8 cm nicht stemmen konnte. Somit blieb nur die Verwendung der 8-cm-Feldkanone M.17, da sie über die besten ballistischen Leistungen in der österreich-ungarischen Armee zu diese Zeit verfügte. Nach einigen Umbauten entstand damit die 8-cm-Sockel-Luftfahrzeugabwehrkanone M.17.
Das Geschützrohr war mit einem halbselbsttätigen Schubkurbelverschluss ausgestattet. Das Geschütz stand auf einer Räderlafette mit einem Sockel und konnte auf diesem um 360 Winkelgrad gedreht werden. Der Höhenrichtbereich lag zwischen 0 und +85 Winkelgrad. Eine geübte Bedienmannschaft erreichte eine Kadenz zwischen 20 und 25 Schuss in der Minute. Die verschossenen 8 kg schweren Granaten konnten, bei einer Mündungsgeschwindigkeit von 520 m/s bis zu 10,5 km weit geschossen werden. Die maximale Steighöhe lag bei 6 km.

## Munition
Ab 1919 führte die tschechoslowakische Armee mehrere neue Granaten ein.
- 8-cm-ostrý minový granát vz. 19/19n (8-cm-Sprenggranate vz. 19/19n)
- 8-cm-ostrý g-šrapnel vz.19/19n (8-cm-Schrapnellgranate vz. 19/19n)
- 8-cm-nábojka vz.17 se zápalkovým šroubem vz. 11/15 (8-cm-Granate vz. 17 mit Zeitzünder vz. 11/15)
- 8-cm-ostrý nárazový granát vz. 30/17 (8-cm-Granate vz. 30/17 mit Aufschlagzünder)
- 8-cm-ostrý časovací granát vz. 30/17 (8-cm-Granate vz. 30/17 mit Zeitzünder)
- 8-cm-ostrý šrapnel vz. 35/17 (8-cm-Schrapnellgranate vz. 35/17)

## Bezeichnungen
- 8-cm-Feldkanone M.17 (Österreich-Ungarn, 1917–1918)
- 8-cm-Feldkanone M.17 (Erste Republik Österreich, 1918–1938)
- 8-cm-polní kanón vz. 17 (Tschechoslowakei, 1918–1938)
- 80-mm-Armata wz. 17 (Polen, 1918–1939)
- 8-cm-Tunul de Camp Mod. 1917 (Rumänien, 1918–1944)
- 80-mm-M17 (Jugoslawien, 1918–1941)
- 8-cm-Feldkanone 17 (ö) (Deutsches Reich, 1938–1945)
- 8-cm-Feldkanone 17 (t) (Deutsches Reich, 1938–1945)
- 8-cm-Feldkanone 303 (j) (Deutsches Reich, 1941–1945)

## Einsatz

### Österreich-Ungarn
1916 wurden einige Prototypen an der Front eingesetzt und erprobt. 1917 wurden die ersten Feldkanonen ausgeliefert und von den Truppen eingesetzt. Sie wurde in verschiedenen Einheiten als Feldkanone oder als Gebirgsgeschütz eingesetzt. Nach der Kapitulation von Österreich-Ungarn 1918 und dem Ende des Ersten Weltkrieges wurde die Feldkanone an die Erste Republik Österreich, die neu gegründete Tschechoslowakei und an Jugoslawien übergeben und eingesetzt. Über die Flugabwehrkanone urteilten Österreich-ungarische Bedienmannschaften, dass sie zweckmäßig konstruiert war und sich gut bewährte.

### Tschechoslowakei

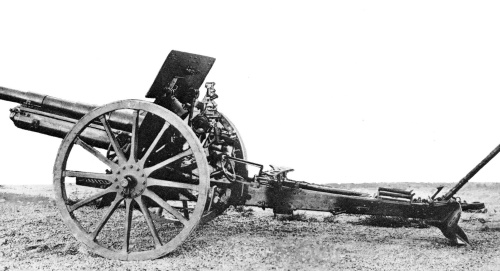
Tschechoslowakische 8-cm-polní kanón vz. 17

Die 8-cm-Feldkanone M.17 wurde in der Tschechoslowakischen Armee unter dem Namen 8-cm-polní kanón vz. 17 geführt. Das Geschütz wurde ab 1931 nach und nach durch die 8-cm-polní kanón vz. 30 ersetzt und für Ausbildungszwecke genutzt.

### Wehrmacht
Als sich 1938 der Anschluss Österreichs vollzog, gelangten mehrere Geschütze der österreichischen Armee in den Bestand der Wehrmacht. Diese führten sie unter der Bezeichnung 8-cm-Feldkanone 17 (ö). Nachdem die Wehrmacht die vollständige Besetzung der Tschechoslowakei abgeschlossen hatte, fielen ihnen einige der Feldkanonen in die Hände. Diese wurden in den Bestand übernommen und erhielten die Bezeichnung 8-cm-Feldkanone 17 (t).
Mit dem Beginn des Balkanfeldzug im Jahr 1941 erbeutete die Wehrmacht auch hier mehrere Geschütze dieses Typs. Diese wurden dann in den Kennblättern fremden Geräts als 8-cm-Feldkanone 303 (j) geführt.

## Verbleib
Ein erhaltenes Geschütz kann heute im US Army Field Artillery Museum in Fort Sill betrachtete werden.